# Донауланд
Дона́уланд (нем. Donauland — букв. «земля Дуная») — географическая область в Австрии.
Винодельческая область региона Нижняя Австрия. Общая площадь виноградников 2814 га. Высота над уровнем моря около 170 м. Почвы суглинистые, гравийные, лёссовые. Среднегодовая температура 9,5°С, летний максимум — 32°С, зимний минимум — минус 14°С. В год выпадает около 640 мм осадков. Из производимых вин 85 % белые, остальные красные.
В Донауланде выделяют 3 субрегиона. Первый из них расположен на северном (левом) берегу Дуная, вдоль Ваграма. Почвы состоят из лёсса и гравия, на климат оказывает влияние Среднедунайская низменность, однако экстремальные температуры несколько смягчаются близостью Дуная. Здесь выращивают белые сорта винограда и часто делают Ледяное вино (айсвайн). Второй субрегион, на правом берегу Дуная, с центром в Клостернойбурге, отличается разнообразием почв, среди которых есть выветренные песчаники, лёссы, суглинки и известняки. Климат, благодаря близости Дуная и Венского леса, более мягкий; основные сорта винограда — Грюнер Вельтлинер, Рислинг и Пино-блан (Вейсбургундер). Условия самого южного субрегиона позволяют выращивать разнообразные белые (Грюнер Вельтлинер, Нойбургер, Рислинг, Сильванер, Вельшрислинг) и красные сорта (Цвайгельт, Блауэр Португизер, Блаубургундер (Пино-нуар)) и производить Ледяное вино.
В Клостернойбурге находится старейшая в Австрии школа виноградарства и виноделия, где уже более 100 лет ведутся селекционные работы и изучаются химико-биологические процессы винного производства. В Ваграме 15 винодельческих хозяйств объединены в ассоциацию «Ваграмер Селекцион». Ведущие производители — Bauer, Chorherren Klosterneuburg, Fritsch, Grill, Kolkmann, Litana (Wachstum Söllner), Winzerhaus Ott, Stadler, Wimmer-Czerny.